# 氷見山幸夫
氷見山 幸夫（ひみやま ゆきお、1949年(昭和24年)6月20日 - ）は、日本の地理学者。北海道教育大学名誉教授。土地利用・土地被覆変化の分析を中心とした環境動態解析を専門としているほか、農業地理学や地理教育、地理情報システム等の分野での業績もある。

## 経歴
新潟県柏崎市出身。1973年、東北大学理学部を卒業したが、この時点での専攻は物理学であった。その後、東北大学大学院、カリフォルニア大学ロサンゼルス校に学んだ。
1976年から1980年まで、ロンドン大学キングズ・カレッジで地理学を学び、大学院博士課程を修了して、PhDを取得した。学位論文のテーマは「文化空間の日英比較」であった。1980年に北海道教育大学旭川校の助手となり、1983年に助教授、1989年に教授に昇任。
2010年から国際地理学連合 (IGU) 副会長を務めており、2011年からは日本学術会議会員となっている。2016年から2020年まで国際地理学連合(IGU)会長を務めた。

## 業績
氷見山は、単著の著書として『私のアメリカ紀行:サラダボールの国』（古今書院、1990年）があるが、研究業績の中心は、土地利用変化など環境動態の把握を目指す大規模なプロジェクトの取りまとめ役としてのものであり、共編著『土地利用変化とその問題』（大明堂、1992年）、『アトラス日本列島の環境変化』（朝倉書店、1995年）にその成果の一部がうかがえる。氷見山はまた、日本地理学会や国際地理学連合の土地利用変化関係の研究グループの数多くの業績に関与している。